# Сержіу Органіста
Сержіу Органіста (порт. Sérgio Organista, нар. 26 серпня 1984, Віла-ду-Конде) — португальський футболіст, що грав на позиції півзахисника.
Виступав, зокрема, за клуби «Порту», ОФІ та «Варзім», а також молодіжну збірну Португалії.

## Клубна кар'єра
Народився 26 серпня 1984 року в місті Віла-ду-Конде. Вихованець юнацьких команд футбольних клубів «Ріу-Аве» та «Порту».
У дорослому футболі дебютував 2002 року виступами за команду «Порту Б», у якій провів два сезони, взявши участь у 50 матчах чемпіонату. 
Своєю грою за цю команду привернув увагу представників тренерського штабу клубу «Порту», до складу якого приєднався 2003 року. Відіграв за клуб з Порту наступний сезон своєї ігрової кар'єри.
Згодом з 2004 по 2009 рік грав у складі команд «Санта-Клара», «Понтеведра» та «Белененсеш».
У 2009 році уклав контракт з клубом ОФІ, у складі якого провів наступні два роки своєї кар'єри гравця. 
Протягом 2011—2014 років захищав кольори клубів ЦСКА (Софія), «Академик» (Софія), «Портімоненсі», «Пенафіел» та «Шавіш».
У 2014 році перейшов до клубу «Варзім», за який відіграв 4 сезони. Завершив професійну кар'єру футболіста виступами за команду «Варзім» у 2018 році.

## Виступи за збірні
У 2003 році дебютував у складі юнацької збірної Португалії (U-20), загалом на юнацькому рівні взяв участь в 11 іграх, відзначившись 2 забитими голами.
Протягом 2005–2007 років залучався до складу молодіжної збірної Португалії. На молодіжному рівні зіграв у 12 офіційних матчах.